# Сиуоллс-Пойнт (Флорида)
Сиуоллс-Пойнт (англ. Sewall's Point, Florida) — муниципалитет, расположенный в округе Мартин (штат Флорида, США) с населением в 1946 человек по статистическим данным переписи 2000 года.

## География
По данным Бюро переписи населения США муниципалитет Сиуоллс-Пойнт имеет общую площадь в 10,62 квадратных километров, из которых 3,11 кв. километров занимает земля и 7,51 кв. километров — вода. Площадь водных ресурсов округа составляет 70,72 % от всей его площади.
Муниципалитет Сиуоллс-Пойнт расположен на высоте 6 м над уровнем моря.

## Демография
По данным переписи населения 2000 года в Сиуоллс-Пойнт проживало 1946 человек, 607 семей, насчитывалось 758 домашних хозяйств и 828 жилых домов. Средняя плотность населения составляла около 183,24 человек на один квадратный километр. Расовый состав населённого пункта распределился следующим образом: 98,72 % белых, 0,41 % — чёрных или афроамериканцев, 0,41 % — азиатов, 0,36 % — представителей смешанных рас, 0,10 % — других народностей. Испаноговорящие составили 1,39 % от всех жителей.
Из 758 домашних хозяйств в 33,4 % воспитывали детей в возрасте до 18 лет, 73,4 % представляли собой совместно проживающие супружеские пары, в 4,4 % семей женщины проживали без мужей, 19,8 % не имели семей. 15,3 % от общего числа семей на момент переписи жили самостоятельно, при этом 6,5 % составили одинокие пожилые люди в возрасте 65 лет и старше. Средний размер домашнего хозяйства составил 2,57 человек, а средний размер семьи — 2,85 человек.
Население муниципалитета по возрастному диапазону по данным переписи 2000 года распределилось следующим образом: 24,6 % — жители младше 18 лет, 2,9 % — между 18 и 24 годами, 19,9 % — от 25 до 44 лет, 33,0 % — от 45 до 64 лет и 19,7 % — в возрасте 65 лет и старше. Средний возраст жителей составил 47 лет. На каждые 100 женщин в Сиуоллс-Пойнт приходилось 98,4 мужчин, при этом на каждые сто женщин 18 лет и старше приходилось 96,8 мужчин также старше 18 лет.
Средний доход на одно домашнее хозяйство составил 97 517 долларов США, а средний доход на одну семью — 104 893 доллара. При этом мужчины имели средний доход в 82 748 долларов США в год против 32 500 долларов среднегодового дохода у женщин. Доход на душу населения составил 97 517 долларов в год. 4,6 % от всего числа семей в населённом пункте и 4,3 % от всей численности населения находилось на момент переписи населения за чертой бедности, при этом 5,5 % из них были моложе 18 лет и 3,8 % — в возрасте 65 лет и старше.